# Javoří (Polsko)
Javoří (polsky Jaworze, německy Ernsdorf) je vesnice v jižním Polsku ve Slezském vojvodství v okrese Bílsko-Bělá. Leží na území Těšínského Slezska na úpatí Slezských Beskyd v přímém sousedství západních čtvrtí Bílska-Bělé. Skládá se ze čtyř částí – Horní Javoří (Jaworze Górne), Dolní Javoří (Jaworze Dolne), Prostřední Javoří (Jaworze Średnie) a Náluží (Nałęże) – a tvoří samostatnou gminu. Podle údajů z roku 2019 obec čítá 7 395 obyvatel a má rozlohu 21,32 km². Počet obyvatel stoupá z důvodu suburbanizace. Část katastru Javoří se nachází v krajinném parku Park Krajobrazowy Beskidu Śląskiego.

## Další informace
První zmínka o vesnici (Javorse) pochází z listiny vratislavského biskupa Jindřicha z Vrbna vydané kolem roku 1305. Patřila těšínskému knížectví, z nějž bylo roku 1572 vyděleno bílské stavovské panství. Tehdejšími majiteli byli Javorští a rozdělení vesnice mezi bratry Jana, Melchiora a Alexandra se stalo základem pro rozdělení na Dolní, Horní a Prostřední Javoří. Po roce 1759 se Javoří ocitlo v rukou rodiny vlámského původu Saint-Genois d’Anneaucourt. Ta se zasloužila o to, že byly v Javoří založeny lázně využívající místní prameny silně mineralizované jodobromové solanky. Formální status lázeňské obce byl Javoří udělen Slezským zemském sněmem v Opavě v roce 1862. Nástupci rodiny Saint Genois byli od roku 1909 Larischové. Po krátkém rozkvětu ve 2. polovině 19. století a později ještě ve 30. letech, k němuž došlo díky činnosti Zygmunta a Jerzyho Czopů, význam Javoří poklesl a obec po čase přišla o lázeňský status. Po druhé světové válce na lázeňskou tradici navázal dodnes existující Beskydský léčebný a rehabilitační ústav (Beskidzkie Centrum Leczniczo-Rehabilitacyjne).
Mezi architektonické památky Javoří patří kromě historických lázeňských budov řada vil z konce 19. a první poloviny 20. století, dále dva klasicistní kostely (evangelický z roku 1786 a katolický z roku 1802) a romantický gloriet postavený roku 1798 rodinou Saint Genois na kopci Goruszka. Do prostor klasicistního zámku byl po válce umístěn Diagnostický ústav pro mládež (Młodzieżowy Ośrodek Wychowawczy).
V Prostředním Javoří se nachází Muzeum mořské a říční flóry a fauny (Muzeum Fauny i Flory Morskiej i Śródlądowej). Bylo otevřeno v září 2014 a je tvořeno především exponáty z pozůstalosti Erwina Pasterného (1928-2011), místního rodáka, který se stal námořníkem (bosmanem) a odkázal svou sbírku preparovaných živočichů a rostlin své základní škole.
Javoří je východiskem do Slezských Beskyd. Zhruba polovinu katastru pokrývají horské lesy. Nejvyšším vrcholem je Błatnia (neboli Blatný, 917 m n. m.). Další významné hory jsou Palenica ležící na hraniční čáře mezi Javořím a Bílskem-Bělou se stopami pravěkého osídlení a Vysoké, kde se v dobách protireformace nacházel jeden z tzv. lesních kostelů, místo tajných protestantských bohoslužeb.